# Sato Kazuhiro
Kazuhiro Sato (佐藤 和弘 (Tá-Đằng Hòa-Hoằng) Satō Kazuhiro, sinh ngày 28 tháng 9 năm 1990 ở Tajimi, Gifu) là một cầu thủ bóng đá người Nhật Bản thi đấu cho Ventforet Kofu.

## Thống kê câu lạc bộ
Cập nhật đến ngày 23 tháng 2 năm 2016.
| Thành tích câu lạc bộ | Thành tích câu lạc bộ | Thành tích câu lạc bộ | Giải vô địch | Giải vô địch | Cúp                   | Cúp                   | Tổng cộng | Tổng cộng |
| Mùa giải              | Câu lạc bộ            | Giải vô địch          | Số trận      | Bàn thắng    | Số trận               | Bàn thắng             | Số trận   | Bàn thắng |
| Nhật Bản              | Nhật Bản              | Nhật Bản              | Giải vô địch | Giải vô địch | Cúp Hoàng đế Nhật Bản | Cúp Hoàng đế Nhật Bản | Tổng cộng | Tổng cộng |
| --------------------- | --------------------- | --------------------- | ------------ | ------------ | --------------------- | --------------------- | --------- | --------- |
| 2013                  | Zweigen Kanazawa      | JFL                   | 30           | 10           | 3                     | 1                     | 33        | 11        |
| 2014                  | Zweigen Kanazawa      | J3 League             | 27           | 2            | 2                     | 1                     | 29        | 3         |
| 2015                  | Zweigen Kanazawa      | J2 League             | 38           | 4            | 2                     | 0                     | 40        | 4         |
| Tổng cộng sự nghiệp   | Tổng cộng sự nghiệp   | Tổng cộng sự nghiệp   | 95           | 16           | 7                     | 2                     | 102       | 18        |